# Ганс Шайдер
Ганс Шайдер (нім. Hans Scheider; 1 травня 1889, Гамбург — 24 грудня 1962) — німецький офіцер, оберфюрер СС.

## Біографія
Учасник Першої світової війни. Член НСДАП (№ 4 137 228) і СС (№ 256 095), служив в юнкерському училищі СС «Брауншвейг». З 29 жовтня 1939 по 15 січня 1940 року — начальник штабу оберабшніту СС «Варта». З 15 січня 1940 року — командир 17-го, з 12 червня по 20 вересня 1940 року — командир 7-го штандарту СС підрозділів СС «Мертва голова», перетвореного потім в 7-й піхотний полк СС. З 18 грудня 1940 по серпень 1941 року — командир 5-го штандарта СС «Бранденбург» підрозділів СС «Мертва голова», перетвореного в лютому 1941 року в 5-й піхотний полк СС «Бранденбург», який брав участь в німецько-радянській війні. З 13 серпня 1941 по 20 квітня 1942 року — командир 6-го піхотного полку СС бойової групи (потім дивізії) СС «Норд», що брала участь в боях на північній ділянці радянсько-німецького фронту. З 20 квітня по 14 червня 1942 року виконував обов'язки командира 6-ї дивізії СС «Норд». З 14 червня по вересень 1942 року знову був командиром 6-го полку, перейменованого в 11-й гірськострілецький полк СС «Райнгард Гейдріх». З 15 серпня 1943 по 15 лютого 1944 року — начальник Військового архіву військ СС. З 10 червня 1944 по 2 травня 1945 року — командир училища молодших командирів СС «Лауенбург».

## Звання
- Гауптштурмфюрер СС (20 грудня 1934)
- Штурмбаннфюрер СС (1 червня 1935)
- Оберштурмбанфюрер СС (12 вересня 1937)
- Штандартенфюрер СС (30 січня 1939)
- Оберфюрер СС (30 січня 1942)

## Нагороди
- Залізний хрест 2-го і 1-го класу
- Почесний хрест ветерана війни з мечами
- Кільце «Мертва голова»
- Почесна шпага рейхсфюрера СС
- Застібка до Залізного хреста 2-го і 1-го класу
- Медаль «За зимову кампанію на Сході 1941/42»
- Нагрудний знак «За поранення» в чорному
- Хрест Воєнних заслуг 2-го і 1-го класу з мечами